# Polyacme brunneata
Polyacme brunneata är en fjärilsart som beskrevs av W. Warren 1903. Polyacme brunneata ingår i släktet Polyacme och familjen mätare. Inga underarter finns listade i Catalogue of Life.